# Birkholz
Birkholz este o comună din landul Saxonia-Anhalt, Germania.